# Cyperus trinervis
Cyperus trinervis är en halvgräsart som beskrevs av Robert Brown. Cyperus trinervis ingår i släktet papyrusar, och familjen halvgräs. Inga underarter finns listade i Catalogue of Life.